# Herb Ryglic
Herb Ryglic – jeden z symboli miasta Ryglice i gminy Ryglice w postaci herbu.

## Wygląd i symbolika
Herb przedstawia w czerwonej tarczy herbowej złoty miecz ostrzem w górę, ponad nim złota korona, po bokach miecza dwie połówki złotego koła z ośmioma złotymi kolcami.
Koło i miecz stanowią atrybuty męczeńskiej śmierci św. Katarzyny, korona nawiązuje do jej królewskiego pochodzenia. Przepołowienie koła nawiązuje do zniszczenia narzędzi tortur podczas egzekucji świętej. Wzór koła oparto na herbarzu Bellenville, powstałego w drugiej połowie XIV wieku.

## Historia
Nie zachowały się wizerunki herbu ani pieczęcie miejskie z godłem Ryglic z okresu 1824-1934. W związku z tym, po odzyskaniu praw miejskich w 2001, sięgnięto po pieczęć parafialną miejscowego kościoła pod wezwaniem św. Katarzyny. Wzór na zlecenie gminy Ryglice opracował Zakład Nauk Pomocniczych Historii i Archiwistyki Uniwersytetu Jagiellońskiego. Został on przyjęty na posiedzeniu Rady Gminy 26 marca 2001. Autorką projektu graficznego była Barbara Widłak.